# Глозман, Осип Сергеевич
О́сип Серге́евич (Мордухович) Гло́зман (1900—1976) — советский учёный, доктор медицинских наук (1937), профессор (1939). Заслуженный деятель науки Казахской ССР (1957).

## Биография
Родился 25 января (по старому стилю) 1900 года в Вильне, в семье Мордуха Гиршевича Глозмана (уроженца Росицы) и Кроны Лейзеровны Глозман. В 1922 году окончил Саратовский Императорский Николаевский университет.
С 1946 года являлся заведующим кафедрой патофизиологии Казахского медицинского института в Алма-Ате (ныне Казахский национальный медицинский университет имени С. Д. Асфендиярова), заведовал лабораторией патофизиологии в Научно-исследовательском институте краевой патологии Минздрава Казахской ССР (ныне включён в Научный центр гигиены и эпидемиологии им. Х. Жуматова).
Умер 27 июля 1976 года в Алма-Ате на 77-м году жизни.

## Научная деятельность
Имеет научные труды в области гематологии, общей патологии, патофизиологии. Разработал методы лечения острых токсикозов.

## Награды
Награждён орденом «Знак Почёта».

## Сочинения
- Современные методы активной терапии острых токсикозов (в соавторстве с А. П. Касаткиной), — М.: Медгиз, 1959.
- Детоксикационная терапия при острых отравлениях и аутоинтоксикациях (в соавторстве с А. П. Касаткиной), — Ташкент: Медицина, 1970.